# Okhaldhunga
Okhaldhunga (trl. Okhalḍhuṁgā, trb. Okhaldhunga) – gaun wikas samiti we wschodniej części Nepalu w strefie Sagarmatha w dystrykcie Okhaldhunga. Według nepalskiego spisu powszechnego z 2001 roku liczył on 991 gospodarstw domowych i 4084 mieszkańców (2051 kobiet i 2033 mężczyzn).